# Euphyia rhodoseata
Euphyia rhodoseata là một loài bướm đêm trong họ Geometridae.